# Simon Ducros
Simon Ducros fue un poeta, militar y biógrafo del siglo XVII de Francia.

## Biografía
Simon nació en Pézenas, en la región francesa de Languedoc, donde vivió hasta 1665. Simon fue oficial en el ejército de Francia. Sirvió de 1628 a 1632, bajo las órdenes del mariscal de Francia (1629), gobernador, y teniente general en el Piamonte, Enrique II de Montmorency, quien enemistado con el cardenal Richelieu, se dejó llevar por la rebelión de Gastón de Orleans, hermano de Luis XIII de Francia, y amotinó al Bajo Languedoc.
Simon como escritor dejó una pastoral, traducción en verso de la "Philis de Scire", poesías diversas, una "Historia de Enrique II, último Montmorency", obra recomendable por ser testigo de los hechos narrados, y "Memorias de Enrique II, último Montmorency", reimpresión de la obra anterior, quien fue cogido en la batalla de Castelnaudary, y decapitado en Toulouse en 1632, quizás por motivos personales de Luis XIII, ya que llegó a recelar que amaba a Ana de Austria.

## Obras
- Traducción en verso de Philis de Scire, París, 1630.
- Histoire de Henri, dernier duc de Montmorency, París, 1643, in-4º.
- Poésies diverses, París, 1647, in-4º.
- Mémoires de Henri, dernier duc de Montmorency, París, 1660, in-12º.